# M113
Az M113 amerikai lánctalpas páncélozott szállító harcjármű. Hosszú időn keresztül az Egyesült Államok haderejének egyik meghatározó járműve volt, a világ egyik legelterjedtebb harcjárműve, egyúttal az USA legnagyobb számban használt hidegháborús harcjárműve, a legnagyobb számban gyártott páncélozott szállító harcjármű. Az 1962-ben rendszeresítették. Az FMC (Food Machinery Corp) által tervezett lánctalpas csapatszállító harcjármű és későbbi specializált változatai adták a hidegháborúban az amerikai haderő gépesített gyalogságának alapját. A jármű teljes egészében alumínium testtel készült, de egyszerű és könnyen gyártható kialakítása miatt mégis rendkívül olcsó.

### Jellemzői
A jármű fejlesztésének fő célja a korábbi lánctalpas gyalogsági járműveknél ( M59 és M75) lényegesen kisebb tömeg elérése volt, hogy biztosítsák az úszóképességet, légi deszantolhatóságot és egyben a mobilitást. A korabeli 11 fős rajokból egyet kellett szállítania teljes felszereléssel. A jármű nem gyalogsági harcjármű, hanem csapatszállító, azaz harci taxinak szánták, nem venne részt közvetlenül a harcokban, ezért páncélzata és fegyverzete nem túlzottan erős (bár a legtöbb későbbi IFV sem kapott erősebb védettséget). Ez az akkor várt atomháborúkban azért is kiemelt jelentőségű volt, mert az ellenség főerőire dobott taktikai töltetek által szennyezett területeken e járművek egyszerűen átrobogtak volna, és csak az ellenség nem lebombázott hátországában / második vonalában kezdtek volna harcba, ahol a 11 fős raj a járművet elhagyva gyalogsági harcmodorban küzdött volna.

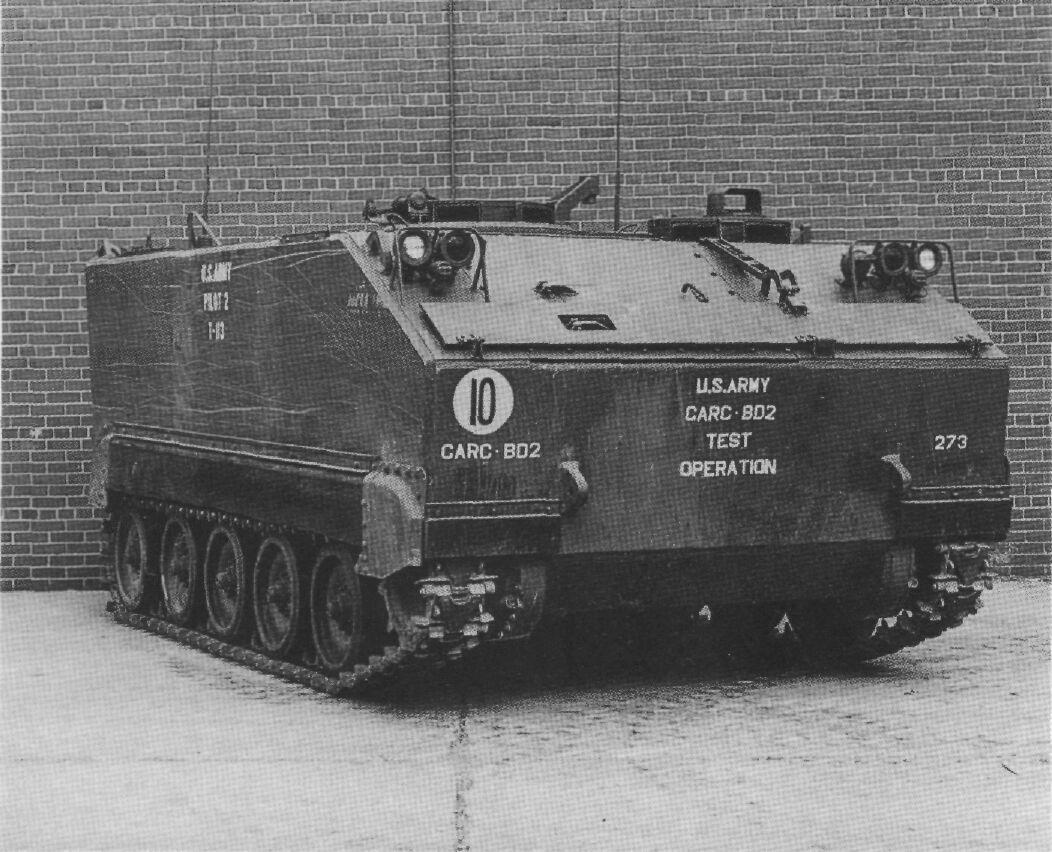
T113 prototípus

A feltételek kielégítésére két változat készült, a T117 acél és a T113 alumínium páncélzattal, a két jármű azonos védettséggel rendelkezett, azonban az utóbbi némileg könnyebb volt. A T113-ra épülő M113 tömegcsökkentésének elérése érdekében a Kaiser Aluminum and Chemical Co. vállalat által kikísérletezett 5083 jelű speciális alumíniumból készültek a sorozatpéldányok. Ez bár háromszor gyengébb védettséget biztosít mint az acél azonos vastagság mellett, de annál háromszor könnyebb is (2,7 kg/dm³), mivel azonban a vastagabb lemezek kevesebb merevítést igényelnek a jármű nagyjából 5-10%-kal kisebb tömegből nyújt ugyanakkora védettséget és szerkezeti jellemzőket. A jármű további előnye, hogy a könnyű gyárthatóság és a letisztult tervek révén a drága alapanyag ellenére is olcsón és tömegesen előállítható, megbízható APC lett.

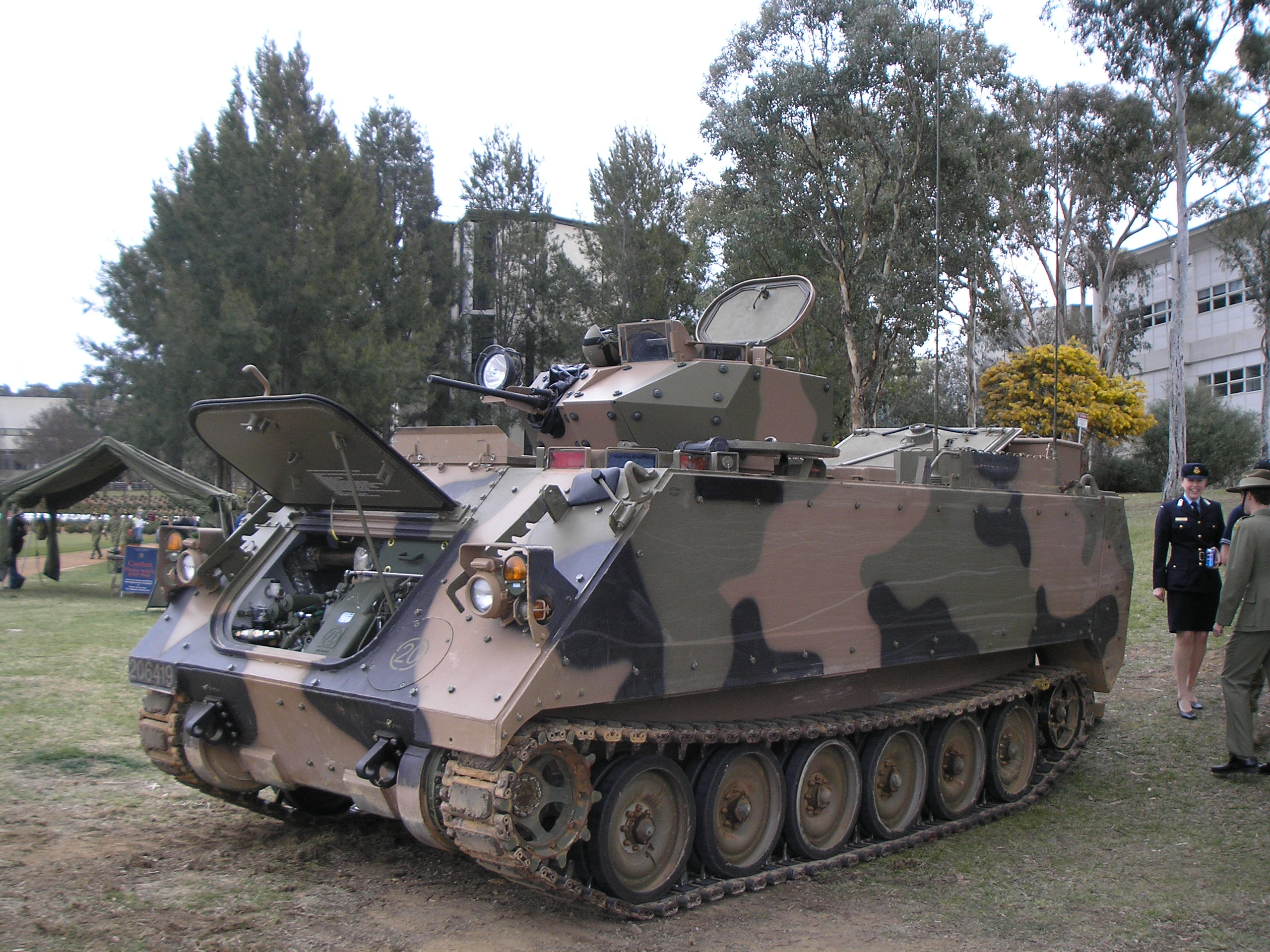
M113AS4 – Ausztrál fejlesztett M113 változat fejlesztett motorral, acél réteggel fokozott páncéllal és toronnyal, összességében az AIFV-hoz hasonló jármű, amely olcsó alternatívája a modern IFV-knek

A járművet hamar módosítani kezdték, először 1964-ben az M113A1 változat alakult, ki, melyben az eredeti benzin motort 215 lóerős diesel erőforrás váltotta fel, mivel ez találat esetén sem gyullad ki. Jelentős módosítást az 1979-től rendszeresített M113A2 változat jelentett, ez újratervezett, hatékonyabb hűtést kapott, megemelt, erősebb futóművet, külső üzemanyagtartályokat (fél köbméter belső tér szabadult fel!), valamint ködgránátvetőket kapott. A tömegnövekedés miatt a jármű innentől csak korlátozottan úszóképes. Az A3 jelzésű továbbfejlesztett példányok 1987 után erősebb motort, javított felfüggesztést és belső repeszfogó védőréteget kaptak. A jármű altváltozatait szintén módosították ezek szerint (M106A1, M901A3 stb.), ezek részletesen:

### Változatok
- M113 armored cavalry assault vehicle (ACAV) – felderítő változat 2-3 fős felderítő egységet szállító változat. Három nagy méretű pajzsot kapott, melyek mögül egy 12,7 és két 7,62 mm űrméretű géppuska működtethető. Vietnámban ez a változat sikeresnek bizonyult, mert körkörösen tudott tüzelni és a jó mobilitás miatt még a felázott földeken is tudott haladni. Érdekesség, hogy a változatot a Dél-Vietnámi Hadsereg dolgozta ki és csak néhány év késéssel terjedt el az USA állományában. A dandárok felderítő szakaszai és a lovassági ezredek használták.
- M58 Wolf – füstképző jármű az ellenség zavarására, a kémiai ködöítő berendezés a jármű hátuljában kapott helyet.
- M106 mortar carrier – aknavető jármű, gyakorlatilag azonos az alap M113-mal, de a raj helyén egy M30 aknavető (106.7 mm) kapott helyet és a hatfős személyzet mellett 88 lőszert szállít. 81mm-es aknavetővel felszerelt konverziója az M125
- M1064 mortar carrier – M121 típusú, 120 mm-es aknavetővel felszerelt verzió.
- M132 Armored Flamethrower – Lángszóróval felszerelt változat
- M150 – TOW indítóval felszerelt páncélvadász kivitel.
- M163 VADS – M61 Vulcan 20 mm-es gattling rendszerű gépágyúval felszerelt légvédelmi változat. A fegyver manuális célzású, csak távmérő radarral rendelkezik, ezért legfeljebb helikopterek és lassú, alacsonyan haladó repülőgépek ellen hatásos. Leginkább a gyalogság tűztámogatására alkalmazták a konfliktusok során a nagy tűzgyorsaság miatt.
- M48 Chaparral – Légvédelmi rakéta indító jármű, M113 alvázon.
- M548 – Teherszállító jármű, M113 alvázzal (nem páncélozott!)
- M577 Command Post – Megnövelt magasságú M113, generátorokkal, amely mobil parancsnoki központként szolgál a zászlóalj- és dandárparancsnokok számára, valamint a híradó- és ECM/ELNIT csapatok részére.
- M806 – Műszaki mentő jármű, amely nem csak vontatja a sérült járműveket, de teljes javító felszereléssel is rendelkezik. Minden gyalogsági század rendelkezett legalább egy járművel (a szovjet blokk országaiban nem a századok, hanem a zászlóaljak rendelkeztek mentő járművekkel).
- M901 ITV (Improved TOW Vehicle)/ M981 FISTV – Fejlesztett páncélvadász különleges indító- és megfigyelő toronnyal.
- M113 "C&R" – sikertelen rövidített és csökkentett magasságú felderítő verzió, a kisebb hossz jelentősen rontotta a terepjáró képességet ezért nme alkalmazták széles körűen.
- AIFV – M113 alapján kialakított Gyalogsági harcjármű. A sors fintora, hogy bár tökéletesen megfelelt a kitűzött céloknak (MICV-65 program) a sokkal drágább, de nem hatékonyabb M2 Bradley került az US Army állományába.
- M113A3 TLAV – Kompozit lánctalppal felszerelt változat, mely 100 km/h sebességet, csendes és gazdaságos üzemet tett lehetővé. E változat ötvözte a gumikerekes csapatszállítók sebességét, a lánctalpas járművek terepjáró képességével. Az US Army a technológiát fel akarta használni az FCS programban, azonban később azonban a sokkal gyengébb terepjáró képességű és sokkal drágább Stryker ICV került rendszeresítésre. A lánctalpakat Dánia rendszeresítette az M113G járműveken.

A járművet számos alkalmazó ország tovább módosította saját igényei szerint, így a fenti lista a teljesség igénye nélkül készült.

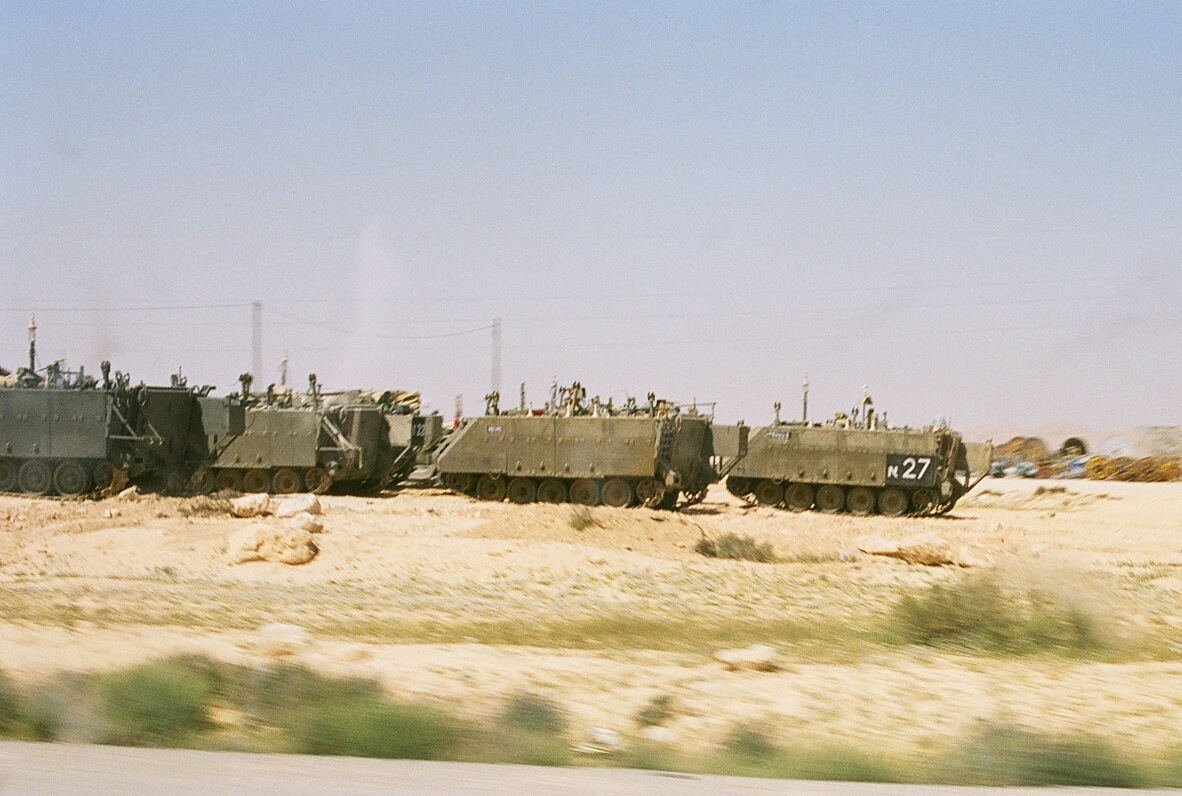
M113 járművek Izraelben

### Harci alkalmazása

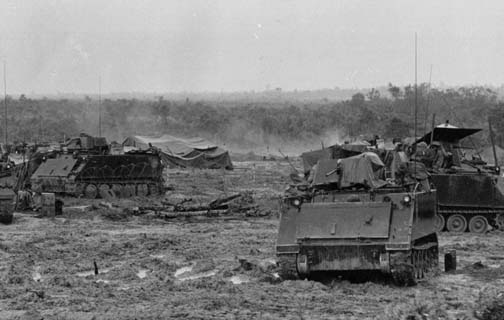
M113 ACAV járművek Vietnámban

A járművet kiterjedten használta az amerikai hadsereg az összes 1960 utáni háborúban. Vietnámban kis tömege és úszóképessége révén felderítőnek is előszeretettel alkalmazták. A közel-keleti és grenadai műveletekben előnyös volt a jármű jó manőverezőképessége, mert akár egy kis udvaron is helyben meg tudott fordulni, a kerekes járművekkel ellentétben. 2001 után az afganisztáni és iraki műveletekben a járművet rácspáncéllal látták el, ezáltal részlegesen védetté vált az RPG találatok ellen. Megbízhatósága miatt ezen országokban jobban bevált, mint a leváltására szánt M2 Bradley és Stryker ICV.
A jármű a legtöbb fronton bevált, megbízható és a feladatát kis költségek mellett képes ellátni, kielégít minden, a csapatszállítókkal szembeni igényt. A specializált változatokkal pedig a hadsereg járműigényének jelentős részét sikerült lefedni, azonban végsebességét csak a hidegháború utáni kompozit lánctalpakkal sikerült fokozni, amikor már megindult a járművek kivonása.

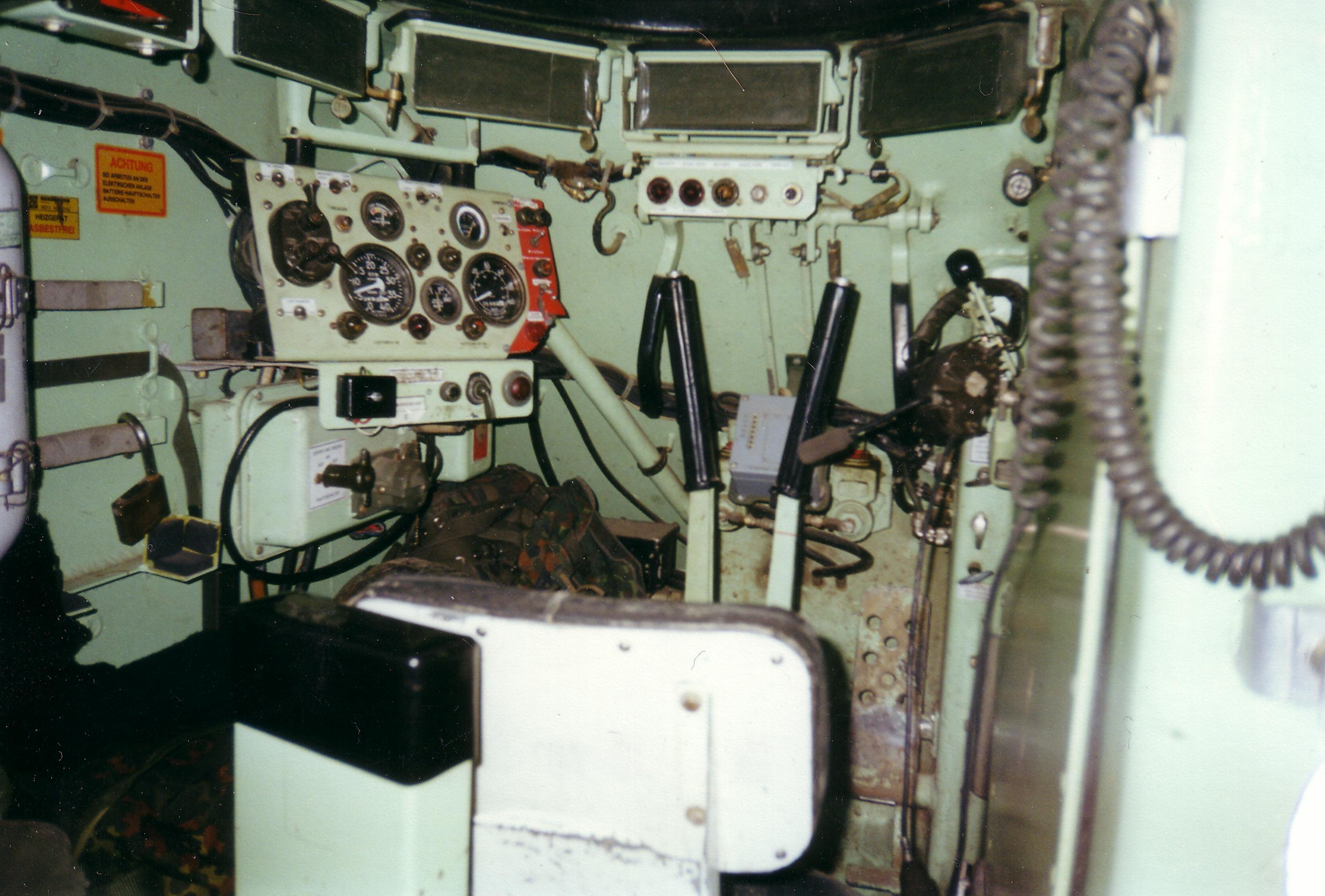
M113A1, a vezető munkahelye

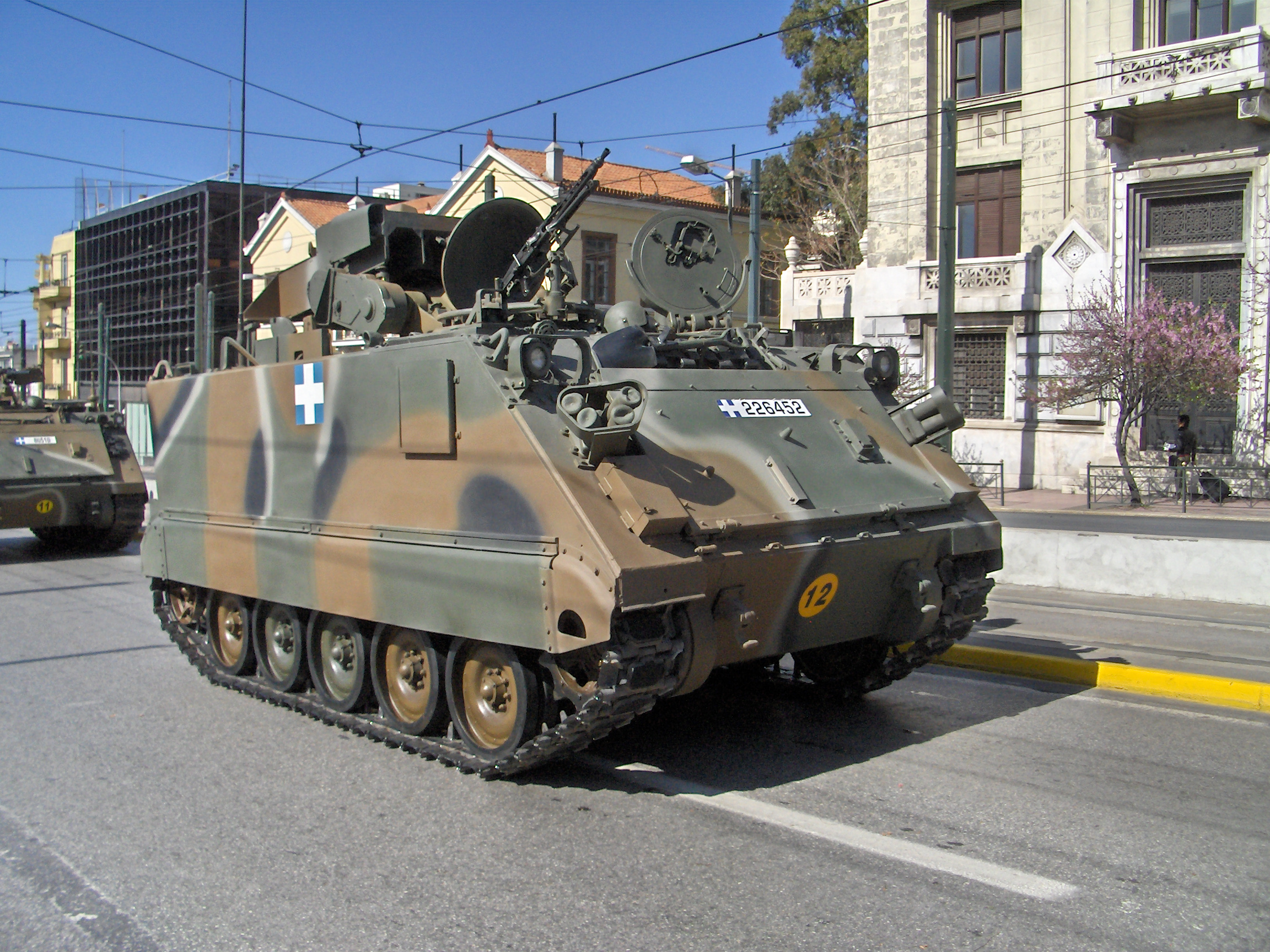
M901 páncélvadász, a nyolcvanas években tipukus MERDC terepmintával, görög használatban

## Alkalmazók
Jelenlegi alkalmazók:
- Afganisztán: 173 M113A2
- Albánia: 130
- Argentína: 400 M113A1 / A2
- Ausztrália: 340 M113AS4 és 91 M113AS3 (1990 előtt még 840 M113A1 volt hadrendben)
- Bahrein: 239
- Bolívia: 50
- Bosznia és Hercegovina: 80
- Brazília: brazil hadsereg: 590; Brazilian Marine Corps: 29
- Kanada: 289 (az 1960-as évek közepétől az 1990-es évekig 1143 volt)
- Chile: 369
- Kolumbia: 54
- Kongói: 12
- Dánia: 632
- Ecuador: 20
- Egyiptom: 2447 M113A2
- Németország: a hidegháború alatt 4000 volt hadrendben
- Görögország: 1399 M113A1 és M113A2
- Irán: 400 M113A1 (mára 200 maradt)
- Irak: 173 M113, 1026 M113A2
- Indonézia: Legfeljebb 150 volt Belga jármű
- Izrael: 6131 (minden változat). 500 aktív üzemben marad, további 5000 raktáron
- Jordánia: 1124 M113A1 és M113A2 (370 még üzemben)
- Hezbollah: Ismeretlen szám, ebből 150 M577 valószínű (egy nagy részük a libanoni hadseregtől zsákmányolva)
- Kuvait: 126 M113A1 és M113A2
- Libanon: 1300+
- Litvánia: 361 M113A1 / A2 került át Németországból 2000 és 2006 között, 168 M577 szállítás alatt
- Marokkó: 1200
- Macedón Köztársaság: 30 használt M113A1
- Norvégia: 288 felújított M113, (97 db M113F3 gumi lánctalppal)
- Pakisztán: 1600
- Peru: 140 M113A1 (120 üzemben)
- Fülöp-szigetek: 120 M113A1 1967-től.
- Lengyelország: 35 (parancsnoki és orvosi evakuációs változatok)
- Portugália: 180 M113A1/A2(150 hadrendben), 4 M901 ITV, 30 M48A3 Chaparral (ma 25), 47 M577A2 (36 üzemel)
- Szaúd-Arábia: 1190
- Szingapúr: 1000 M113A1 és M113A2 (720 üzemben)
- Dél-Korea: 420
- Spanyolország: 1214 M113A1 és M113A2 (453 üzemben)
- Svájc: 1475 (mindegyik változat), 238 üzemben
- Kínai Köztársaság (Tajvan): 675
- Thaiföld: 465 M113A1 és M113A2 (már csak 430)
- Tunézia: 140 M113A2 üzemel. [55]
- Törökország: 3,068 M113A1 és M113A2 szállított új és használt, és 2813 üzemben marad. [54] [55]
- Egyesült Államok: 32 000 (összes változat), 8000 raktárban és 5000 hadrendben, egy részük rácspáncéllal ellátva
- Uruguay: 24 M113A2
- Ukrajna: 200 db M113-ast kapott az Egyesült Államoktól hadisegélyként 2022-ben
- Vietnám: 1635 M113A1 (ma még 200 üzemben)
- Jemen: 107 M113A1

Korábbi üzemeltetők

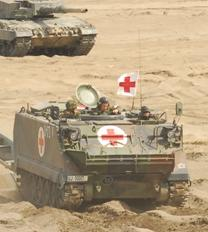
Lengyel MEDEVAC jármű

- Al-Mourabitoun: egyesek a libanoni hadseregből [86]
- Amal Mozgalom: zsákmány a libanoni és az izraeli hadseregtől (ebből további helyi mozgalmak is szereztek)
- Szabad Libanon hadserege : libanoni hadsereg állományait lefoglalták
- Belgium: 500 (fokozatosan leváltva Pandur járművekkel)
- Kambodzsa: 210 (már csak 20 működőképes)
- Ciprus: 1 (kiállítási példány)
- Etiópia: 90 M113A1
- Hezbollah: zsákmány a libanoni és az izraeli hadseregtől
- Olaszország: 3697 (minden változat, kis részüket a csendőrség használta), raktáron 115, a többi kivonva
- Laoszi Királyság : 20 M113, valószínűleg másodkézből
- Hollandia: kivonva, a YPR-765 váltotta
- Új-Zéland: 120 (helyébe NZLAV lll)
- Dél-Vietnam (észak vietnámi kézre kerültek, ebből kapott a Szovjetunió tesztpéldányokat)
- India (indiai hadsereg)

Civil alkalmazók

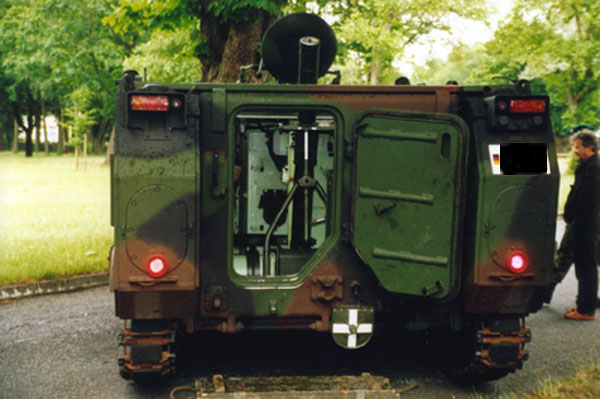
Német M1064

- Franciaország : Néhány M113 működik a Haute-Corse tűzoltókkal
- Egyesült Államok: 4 M113 vészhelyzeti evakuációs jármű a NASA szolgálatában. Az USA rendőri alakulatai kisebb számban alkalmazzák.

## Fordítás
- Ez a szócikk részben vagy egészben  a   M113 című angol Wikipédia-szócikk fordításán alapul.  Az eredeti cikk szerkesztőit annak laptörténete sorolja fel. Ez a jelzés csupán a megfogalmazás eredetét és a szerzői jogokat jelzi, nem szolgál a cikkben szereplő információk forrásmegjelöléseként.